# Zur Farbenlehre

"Ljust spektrum" enligt Goethe.

"Mörkt spektrum" enligt Goethe.

Zur Farbenlehre ("Till färgläran") är ett verk av Johann Wolfgang von Goethe utgivet i tre delar 1807–1809. Det var första gången någon systematiskt studerade färgers visuella natur och verkan. Det kan till vissa delar fortfarande tillämpas av konstnärer och andra som är beroende av färger.

## Upplevelsensom vetenskaplig grund
Verket behandlar färgers natur och egenskaper, inte deras kemiska eller fysikaliska konstitution. Goethe angrep bland annat Newtons studier i optik. Verket kan även ses som ett grundläggande inlägg i den vetenskapsfilosofiska debatten. Goethe ansåg själv att detta verk om färgläran – resultatet av tjugo års studier och experiment – var ett av hans viktigaste. Han betraktade upplevelsen som det väsentliga, det är där man måste börja om man vetenskapligt skall studera färger. Det är fortfarande mycket i färgseendet som är outforskat.
"Det finns bara två rena färger, blått och gult. De återstående är nivåer av dessa färger eller orena."